# Anthoine Numans
Anthoine Numans, nizozemski general, * 1880, † 1948.